# Jur River (län)
Jur River är ett län (county) i Sydsudan. Det ligger i delstaten Western Bahr el Ghazal, i den centrala delen av landet, 500 kilometer nordväst om huvudstaden Juba.